# أنطوني برجس
جون أنطوني برجس ويلسون (John Anthony Burgess Wilson) (/ˈbɜːrdʒɛs/؛ 25 من فبراير 1917م – 22 من نوفمبر 1993م) – الذي نشر أعماله تحت الاسم المستعار أنتوني برجس (Anthony Burgess) – كان كاتبًا وملحنًا إنجليزيًا وكان يُرى برجس بشكلٍ غالب ككاتب هزلي، وبالرغم من أن هذا هو ما كانت تبدو عليه أعماله لمن يقرؤها، فقد ادعى أن أعماله لم تكن مكتوبة بنية أن تكون فكاهية.
وتعد المقطوعة الهجائية البائسة برتقالة آلية (A Clockwork Orange) أشهر رواية لبرجس، مع العلم بأنه نبذها كأحد الأعمال الأقل قيمة، وهي في العديد من النواحي عمل شاذ لبرجس. وقد تم تطويرها إلى فيلم عام 1971 من جانب ستانلي كوبريك (Stanley Kubrick)، وكان فيلمًا مثيرًا للجدل بشكل كبير للغاية، وقال عنه برجس إنه السبب الرئيس لشعبية هذا الكتاب. أنتج برجس العديد من الروايات الأخرى، منها رباعية إندرباى ورواية القوي الدنيوية (Earthly Powers)، التي اعتبرها معظم النقاد أعظم رواياته.
كان برجس ناقدًا أدبيًا وصحفيًا بارزًا، وكاتبًا لدراسات مشهودة للكتاب الكلاسيكين مثل ويليام شكسبير وجيمس جويس ودي. إتش. لورانس وإرنست همينغوي.
وكان برجس أيضًا موسيقيًا ولغويًا بارعًا. وقد لحّن أكثر من 250 عملاً موسيقيًا، منهم سيمفونية أولى عن عمر الثامنة عشر، وكتب عددًا من النصوص الأوبرالية وترجمها، ومن ضمن الأعمال الأخرى، مسرحيات  سيرانو دو بيرجيراك (Cyrano de Bergerac) والملك أوديب (Oedipus the King) وأوبرا كارمن (Carmen).

## الببليوجرافيا
- وقد نشرت أولى رواياته «وقت النمر» عام 1956، وتبعتها روايات أخرى يبلغ عددها أكثر من 21 رواية منها:
- العدو المتدثر (1958).
- سرائر في الشرق (1959).
- الطبيب مريض (1960).
- يد واحدة تصفق (1961).
- لكن أكثر رواياته شهرة على الإطلاق وأكثرها تعبيرا عن اتجاهه الأدبي والفكري رواية «الإنسان الآلي» الصادرة عام (1962).
- رواية بعنوان «1985» . (تُرجمت للعربية تحت عنوان: المسلمون قادمون أو 1985 (رواية)).
- Burgess، Anthony (1982)، This Man And Music، McGraw-Hill، ISBN:0-07-008964-7
- David، Beverley (يوليو 1973)، "Anthony Burgess: A Checklist (1956–1971)"، Twentieth Century Literature، Hofstra University، ج. 19، ص. 181–188، JSTOR:440916
- Lewis، Roger (2002)، Anthony Burgess، Faber and Faber، ISBN:0-571-20492-9

## كتابات أخرى

### دراسات مختارة
- Carol M. Dix, Anthony Burgess (British Council, 1971)
- Robert K. Morris, The Consolations of Ambiguity: An Essay on the Novels of Anthony Burgess (Missouri, 1971)
- A.A. Devitis, Anthony Burgess (New York, 1972)
- Geoffrey Aggeler, Anthony Burgess: The Artist as Novelist (Alabama, 1979)
- Samuel Coale, Anthony Burgess (New York, 1981)
- Martine Ghosh-Schellhorn, Anthony Burgess: A Study in Character (Peter Lang AG, 1986)
- Richard Mathews, The Clockwork Universe of Anthony Burgess (Borgo Press, 1990)
- John J. Stinson, Anthony Burgess Revisited (Boston, 1991)

## وصلات خارجية
- أنتوني برجس على موقع IMDb (الإنجليزية)
- أنتوني برجس على موقع الموسوعة البريطانية (الإنجليزية)
- أنتوني برجس على موقع مونزينجر (الألمانية)
- أنتوني برجس على موقع ألو سيني (الفرنسية)
- أنتوني برجس على موقع ميوزك برينز (الإنجليزية)
- أنتوني برجس على موقع أول موفي (الإنجليزية)
- أنتوني برجس على موقع قاعدة بيانات برودواي على الإنترنت (الإنجليزية)
- أنتوني برجس على موقع قاعدة بيانات برودواي على الإنترنت (الإنجليزية)
- أنتوني برجس على موقع قاعدة بيانات الأفلام السويدية (السويدية)
- أنتوني برجس على موقع إن إن دي بي (الإنجليزية)

أنطوني برجس  على قاعدة بيانات الخيال التأملي على الإنترنت
- The International Anthony Burgess Foundation
- BBC TV interview
- John Cullinan (Spring 1973). "Anthony Burgess, The Art of Fiction No. 48". Paris Review. مؤرشف من الأصل في 2016-11-18.
- The Anthony Burgess Center, at the University of Angers
- Burgess reads from A Clockwork Orange
- Anthony Burgess at Open Letters[وصلة مكسورة]
- Anthony Burgess Collection at the Harry Ransom Center at the University of Texas at Austin